# Eigentliche Paradiesvögel (Gattung)
Die Eigentlichen Paradiesvögel (Paradisaea) sind eine Gattung aus der Familie der Paradiesvögel (Paradisaeidae) und umfassen sieben Arten. Alle Arten leben auf Neuguinea oder auf an Neuguinea angrenzenden Inseln. Allen Arten ist gemeinsam, dass die ausgewachsenen Männchen auffällig verlängerte, seidenartige Flankenfedern haben. Eigentliche Paradiesvögel sind langlebige Vögel, die in Gefangenschaftshaltung ein Alter bis zu 33 Jahren erreicht haben. Die Schmuckfedern und Bälge der Eigentlichen Paradiesvögel wurden und werden von den indigenen Ethnien Neuguineas zu traditionellem Kopf- und Körperschmuck verarbeitet. Die Schmuckfedern spielten außerdem in der westlichen Modeindustrie des 19. und frühen 20. Jahrhunderts eine große Rolle. Sie wurden zur Dekoration von Damenhüten genutzt.
Die meisten der Arten der Paradiesvögel werden von der IUCN als ungefährdet eingestuft. Unter den Arten, die zu den Eigentlichen Paradiesvögeln gerechnet werden, finden sich jedoch nicht weniger als drei Arten, deren Bestandsstatus Besorgnis erregend eingestuft wird. Der Blauparadiesvogel und der Lavendelparadiesvogel, ein Inselendemit, dessen Verbreitung auf die Inseln Normanby und Fergusson im Südosten Neuguineas begrenzt ist, werden als gefährdet (vulnerable) eingestuft. Sie gehören damit gemeinsam mit dem Breitschwanz-Paradieshopf, der zur Gattung Epimachus gehört, zu den Arten innerhalb der Paradiesvögel, die am stärksten bedroht sind. Der Rote Paradiesvogel wird dagegen als potenziell gefährdet (near threatened) beurteilt.
Eigentliche Paradiesvögel gehören zu den Arten, die sich sowohl mit anderen Arten innerhalb der eigenen Gattung als auch anderen Arten der Familie der Paradiesvögel kreuzen. Zu den Gattungen, mit denen Hybride vorkommen, zählen Strahlenparadiesvögel, Reifelvögel, Sichelschwänze und der Fadenhopf.

## Beschreibung

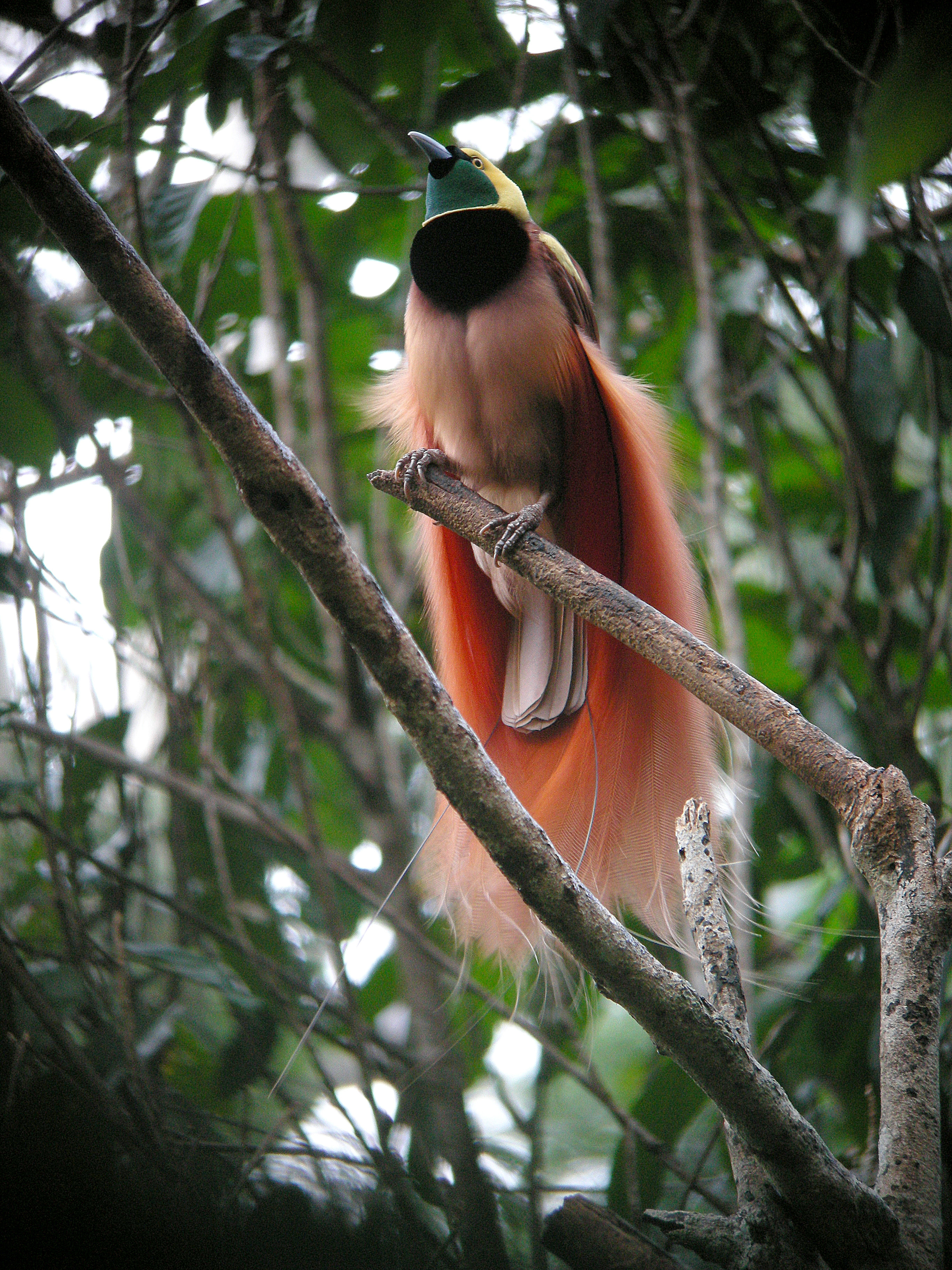
Raggi-Paradiesvogel (Paradisaea raggiana), Männchen

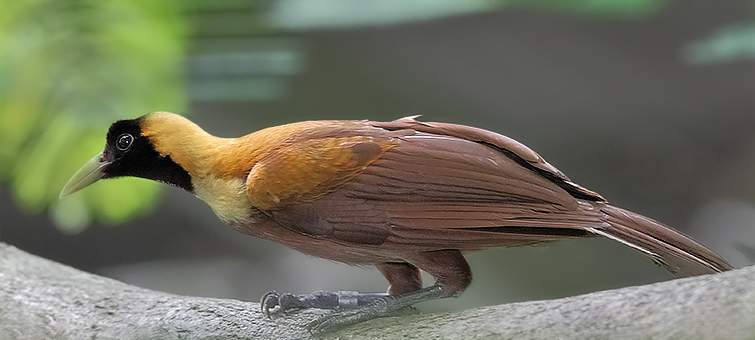
Roter Paradiesvogel (Paradisaea rubra), Weibchen

### Körperbau und -maße
Ohne das stark verlängerte mittlere Steuerfederpaar erreichen die Männchen eine Körperlänge zwischen 30 und 43 Zentimeter. Die kleinste Art ist der Blauparadiesvogel, bei dem die Männchen ein Gewicht zwischen 158 und 189 Gramm erreichen. Die größte Körperlänge erreicht der Großparadiesvogel, bei dem für das Gewicht der Männchen jedoch keine Daten vorliegen. Die Männchen sind durchschnittlich etwa 10 bis 15 Prozent größer als die Weibchen. Der Schnabel ist immer gerade und bis um etwa 20 Prozent länger als der Kopf. Die Nasenlöcher sind mit Federn bedeckt. Abgesehen von dem stark verlängerten mittleren Steuerfederpaar ist das Schwanzgefieder nicht gestuft, sondern leicht gerundet. Die Flügel sind lang.

### Männchen
Allen ausgewachsenen Männchen der sieben Arten, die zu der Gattung der Eigentlichen Paradiesvögel gerechnet werden, weisen als Gemeinsamkeit lange, seidenartige Flankenfedern auf. Das mittlere Steuerfederpaar ist gleichfalls stark verlängert und hat nur an der Federbasis Außen- und Innenfahnen. Es geht dann in drahtartige Schäfte über, die das übrige Schwanzgefieder weit überragen. Sie haben außerdem vergleichsweise helle, häufig kalkig blaugrau wirkende Schnäbel. Bis auf den Kaiser-Paradiesvogel weisen haben sie entweder einen gelben Scheitel oder einen gelben Hinterkopf und diese Färbung setzt sich teils auf dem Mantel fort. Das Kinn und die Kehle ist irisierend grünlich und bei mehreren Arten durch ein schmales Halsband vom braunen Brustgefieder abgesetzt.
Der Kaiser-Paradiesvogel ist die Art, die das am stärksten abweichende Gefieder aufweist. Kopf und Mantel sind schwarz, dagegen sind die Flügel und die Unterseite der Flankenfeder blau. Die Oberseite ist dagegen rötlichbraun. Bei den anderen Arten sind die seitenartigen Flankenfeder weiß, gelblich, orangerot bis karmesinrot.
Junge Männchen haben zunächst ein Gefieder, das dem der Weibchen gleicht. Das vollständige Gefieder der Männchen tragen sie erst, wenn sie mehrere Jahre alt sind.

### Weibchen
Der Geschlechtsdimorphismus ist bei allen Arten ausgeprägt, die geringsten Unterschiede zwischen Männchen und Weibchen finden sich beim Blauparadiesvogel. Im Vergleich zu den Männchen sind die Weibchen generell deutlich unscheinbarer gefiedert. Bei ihnen dominieren Brauntöne. So ist zum Beispiel bei dem Weibchen des Raggi-Paradiesvogels der Hinterkopf, der Nacken und ein schmaler vorderer Nackenkragen braungelb. Das Gefieder ist ansonsten braun, wobei der Bauch etwas heller ist. Die Weibchen der Eigentlichen Paradiesvögel sind auf der Körperunterseite weisen entweder keine oder eine nur in geringfügig ausgebildete Querbänderung auf. Im Vergleich zu dem Gefieder anderer Paradiesvogelarten ist es dadurch insgesamt etwas auffälliger.

## Verbreitungsgebiet und Lebensraum
Die Eigentlichen Paradiesvögel kommen überwiegend auf Neuguinea vor. Die einzelnen Arten kommen dabei in unterschiedlichen Regionen Neuguineas vor, ihr Verbreitungsgebiet überlappt sich nur teilweise. Neuguinea, die nach Grönland größte Insel der Welt, stellt daher den Verbreitungsschwerpunkt der Gattung dar. Zum Verbreitungsgebiet der Gattung gehören jedoch auch auf Inseln, die der Küste von Neuguinea vorgelagert sind. Paradiesvögel kommen auf folgenden Inseln vor:

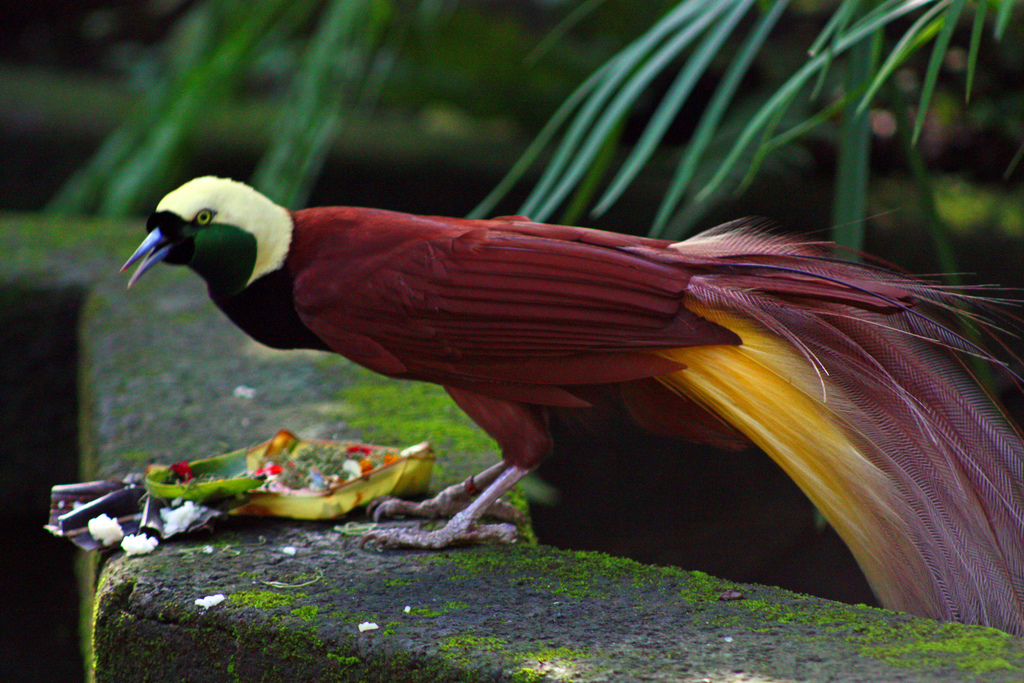
Großparadiesvogel (Paradisaea apoda), Männchen in einem Vogelpark auf Bali

- Misool: Die 2041 km² große Insel ist eine der vier Hauptinseln des Archipels von Raja Ampat vor der Küste Westneuguineas. Hier kommt der Kleine Paradiesvogel vor.
- Waigeo, Gemien, Saonek, Gam und Batanta: Die Inseln zählen alle zum Raja Ampat-Archipel: Waigeo ist mit 3155 km² die größte der vier Hauptinseln des Archipels. Auf diesen Inseln ist der Rote Paradiesvogel vertreten.
- Yapen: Die 2.278 km² große Insel liegt in der Cenderawasih-Bucht. Hier kommt gleichfalls der Kleine Paradiesvogel vor, der ansonsten einen Schwerpunkt auf Neuguinea hat.
- Aru-Inseln: Die indonesische Inselgruppe liegt etwa 150 km südlich von Neuguinea in der Arafurasee. Hier kommt der Großparadiesvogel vor, dessen Verbreitungsschwerpunkt ansonsten der Südwesten von Neuguinea ist.
- Fergusson und Normanby: Beide Inseln gehören zu den D’Entrecasteaux-Inseln, einer Inselgruppe, die in der Salomonensee östlich von Neuguinea liegt. Sie sind das ausschließliche Verbreitungsgebiet des Lavendelparadiesvogels.

Anders als die meisten Paradiesvögel sind die Eigentlichen Paradiesvögel auch häufiger in den Tiefebenen anzutreffen. Es sind grundsätzlich Waldvögel, die Tiefland bis Mittelgebirgswälder besiedeln. Lediglich der Blauparadiesvogel besiedelt ausschließlich Hochregionen. Weibchenfarbige Individuen sind grundsätzlich häufiger auch am Waldrand zu sehen sind, während die Männchen tendenziell eher im Waldesinneren anzutreffen.

## Nahrung
Eigentliche Paradiesvögel leben von Früchten sowie Insekten, die sie in der Regel in der Baumkronenschicht finden.

## Fortpflanzung

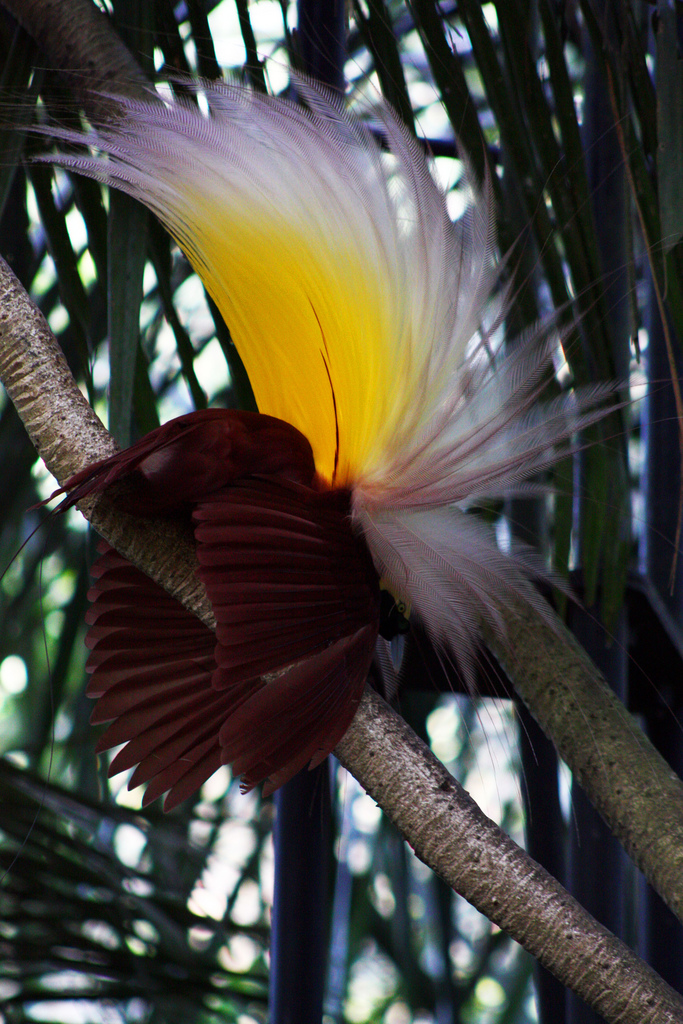
Balzendes Männchen des Großparadiesvogels

Die Männchen der Eigentlichen Paradiesvögel sind polygyn, das heißt, sie paaren sich mit einer möglichst großen Anzahl von Weibchen. Die Partner gehen nach der Paarung keine eheähnliche Gemeinschaft ein, sondern trennen sich danach sofort wieder.

### Balz
Die Gruppenbalz der Männchen findet an sogenannten Leks statt. Die Leks bestehen über mehrere Jahre, zum Teil über Jahrzehnte. Im Varirata Nationalpark wird ein Lek des Raggi-Paradiesvogels seit mehr als 20 Jahren zur Balz genutzt. Neben diesen langjährigen Leks gibt es bei dieser Art aber auch solche, an denen sich Männchen nur über kurze Zeit einfinden. Sie befinden sich in der Nähe von reichen Nahrungsgründen und haben gewöhnlich nur über einen Zeitraum von 14 Tagen Bestand. Für den Kleinen Paradiesvogel sind Leks bekannt, die noch deutlich länger als die beim Raggi-Paradiesvogel Bestand haben. Mitglieder indigenen Ethnien hielten fest, dass sie an einzelnen Balzplätzen mindestens drei Generationen lang die Männchen in ihrem Prachtgefieder gejagt hätten. Damit bestünden einzelne Balzplätze dieser Art mindestens 60 bis 100 Jahre.
Die Männchen präsentieren sich auf einzelnen Ästen, die Balz durchläuft dabei einzelne, immer intensiver werdende Phasen. Bei einzelnen, besser untersuchten Arten wie dem Großparadiesvogel und dem Raggi-Paradiesvogel unterscheidet die Literatur dabei Balzphasen wie „Convergence Display“, „Static Display“ und „Copulation Display“. Beim Raggi-Paradiesvogel beginnt beispielsweise die Balz damit, dass die Männchen ihre verlängerten Flankenfedern sträuben und mit halbgeöffneten Flügeln schlagen (Convergence Display). Im zweiten Teil der Balz (Static Display) nehmen die Männchen eine starre Pose ein, bei der nur die Flügel immer wieder angehoben und der Kopf abgesenkt wird. Die Flankenfedern treten dabei besonders in Erscheinung und die Weibchen können die einzelnen Kandidaten „inspizieren“. Während dieser Balzphase geben die Männchen durch schnelles Schließen des Schnabels auch Klicklaute von sich oder reiben die Schnäbel an Ästen. Hier kann die Balz enden oder es folgt die Phase der Kopulation (Copulation Display). Mit sich steigernden, vor- und zurückhüpfenden Bewegungen entlang des Astes nähert sich das Männchen dem Weibchen und äußert klickende Laute. Es umschirmt das Weibchen mit den Flügeln, um es schließlich zu bespringen und zu kopulieren.

### Nest, Gelege und Aufzucht der Nestlinge
Die Weibchen bauen allein das Nest, brüten allein und ziehen allein die Jungen auf. Sie brüten in napfförmigen Baumnester. Das Gelege besteht aus ein bis zwei ockerfarbenen Eier, die die für die Unterfamilie der Eigentlichen Paradiesvögel typischen länglichen Flecken und Haarlinien aufweisen. Die Brutdauer beträgt zwischen 17 und 21 Tagen, die Nestlingszeit 14 bis 27 Tage.

## Lebenserwartung

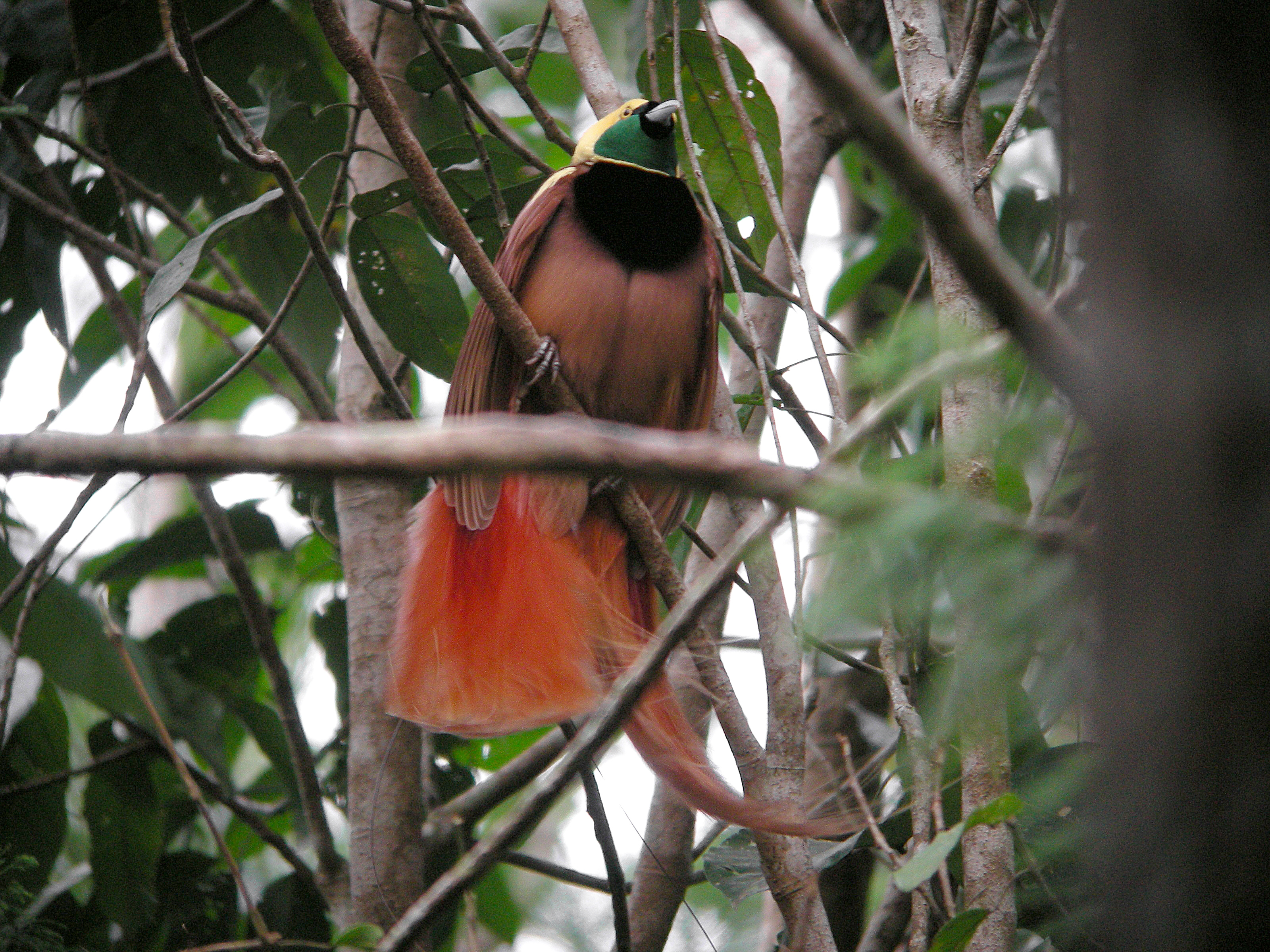
Raggi-Paradiesvogel, Neuguinea

Da viele Arten der Eigentlichen Paradiesvögel in abgeschiedenen Regionen vorkommen, sind bislang vergleichsweise wenige Individuen beringt und anschließend wiedergefunden worden. Grundsätzlich ist aber davon auszugehen, dass Paradiesvögel vergleichsweise alt werden. Darauf weisen auch die wenigen Wiederfunde beringter Vögel hin sowie die Erfahrungen aus Gefangenschaftshaltung hin:
- Den Altersrekord für einen frei lebendes Männchen des Raggi-Paradiesvogels hält ein am Mount Missim am 1. September 1980 beringter Vogel. Er trug zu diesem Zeitpunkt noch das für subadulte Männchen typische weibchenähnliche Gefieder. Er wurde im Juli 1997 wieder gefangen und trug zu diesem Zeitpunkt das vollständige adulte Gefieder eines Männchens. Er war zu diesem Zeitpunkt mindestens 16 Jahre und 10 Monate alt.[12]
- Ein von handaufgezogener männlicher Raggi-Paradiesvogel lebte im Baiyer River Sanctuary 25 Jahre lang.[12] Ein im Taronga Zoo, Sydney gehaltenes Männchen, paarte sich noch in einem Alter von mindestens 33 Jahren mit einem Weibchen. Aus der Paarung wurden erfolgreich zwei Jungvögel großgezogen.[13]

## Systematik

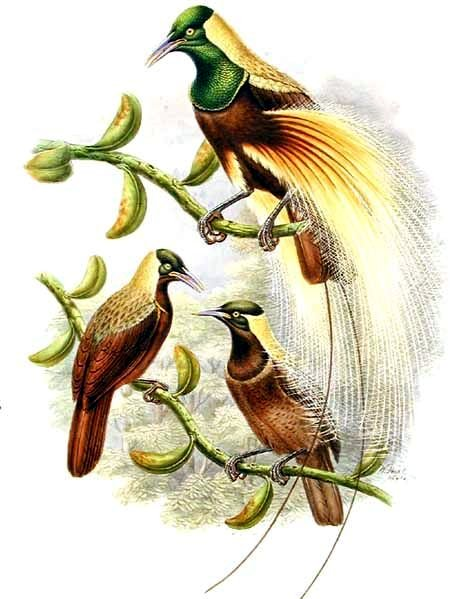
Kaiser-Paradiesvogel

Die Gattung umfasst sieben Arten, deren Verbreitungsgebiet weitgehend überlappungsfrei ist.
- Großparadiesvogel (Paradisaea apoda Linnaeus, 1758) – Kommt im Tiefland südlich der zentralen Bergkette in Neuguinea vor. Dort reicht die Verbreitung etwa von Timika ostwärts bis zur Wasserscheide von Fly und Strickland River. Er kommt außerdem auf den südlicher gelegenen Aru-Inseln vor. Trotz dieses weiträumigen Verbreitungsgebietes werden keine Unterarten unterschieden.
- Lavendelparadiesvogel (Paradisaea decora Salvin & Godman, 1883) – Inselendemit, dessen Vorkommen auf die Inseln Fergusson und Normanby. Es werden keine Unterarten unterschieden.
- Kaiser-Paradiesvogel (Paradisaea guilielmi Cabanis, 1888) – Vorkommen auf der Huon-Halbinsel im Nordosten von Papua-Neuguinea. Es werden keine Unterarten unterschieden.
- Kleiner Paradiesvogel (Paradisaea minor Shaw, 1809) – Das Verbreitungsgebiet erstreckt sich von der Insel Misool über den Vogelkop und die nördliche Hälfte Zentralneuguineas bis zur Nordküste der Huon-Halbinsel als das östlichste Verbreitungsgebiet. Es werden drei Unterarten unterschieden.
- Raggi-Paradiesvogel (Paradisaea raggiana P. L. Sclater, 1873) – Vorkommen im Süden und Nordosten von Papua-Neuguinea vor. Die westliche Verbreitungsgrenze ist die Wasserscheide von Fly und Strickland River sowie der äußerste östliche Rand der Ökoregion Trans-Fly. Im Norden reicht das Verbreitungsgebiet bis zum oberen Lauf des Ramu. In der Madang-Provinz kommt er auch in den Küstenregionen vor. Es werden für diese Art vier Unterarten unterschieden.
- Roter Paradiesvogel (Paradisaea rubra Daudin, 1800) – Vorkommen auf den Inseln Waigeo, Gemien, Saonek, Gam und Batanta vor der Westküste Neuguineas. Es werden keine Unterarten unterschieden.
- Blauparadiesvogel (Paradisaea rudolphi (Finsch & A. B. Meyer, 1885)) – Das Vorkommen ist auf das Hufeisengebirge sowie den Südosten von Papua-Neuguinea begrenzt. Das Verbreitungsgebiet ist disjunkt auf zwei Hochgebirgslandschaften verteilt. Es werden zwei Unterarten unterschieden.

Groß-, Kleiner und Raggi-Paradiesvogel bilden eine Superspecies. Die Inselendemiten Lavendelparadiesvogel und Roter Paradiesvogel sind Schwesterformen des Großparadiesvogels.
Die Eigentlichen Paradiesvögel gelten seit langem als eng verwandt mit den Reifelvögeln. Auf Grund ähnlicher Lebens- und Verhaltensweisen werden mittlerweile aber auch der Fadenhopf und der Bänder-Paradiesvogel als eng verwandte Arten eingestuft.

## Hybride
Die Neigung von Paradiesvögeln, sich mit anderen Arten ihrer Familie zu kreuzen, ist bereits zu Beginn des 20. Jahrhunderts von Anton Reichenow und damit fast früher als für jede andere Vogelfamilie beschrieben worden. Innerhalb der Gattung der Eigentlichen Paradiesvögel sind lediglich für den Lavendelparadiesvogel Hybriden unbekannt. Un seinem Verbreitungsgebiet kommen nur die Kräuselparadieskrähe und die Schall-Manucodia aus der Familie der Paradiesvögel vor und beide Arten sind monogam.

### Hybriden innerhalb der Gattung

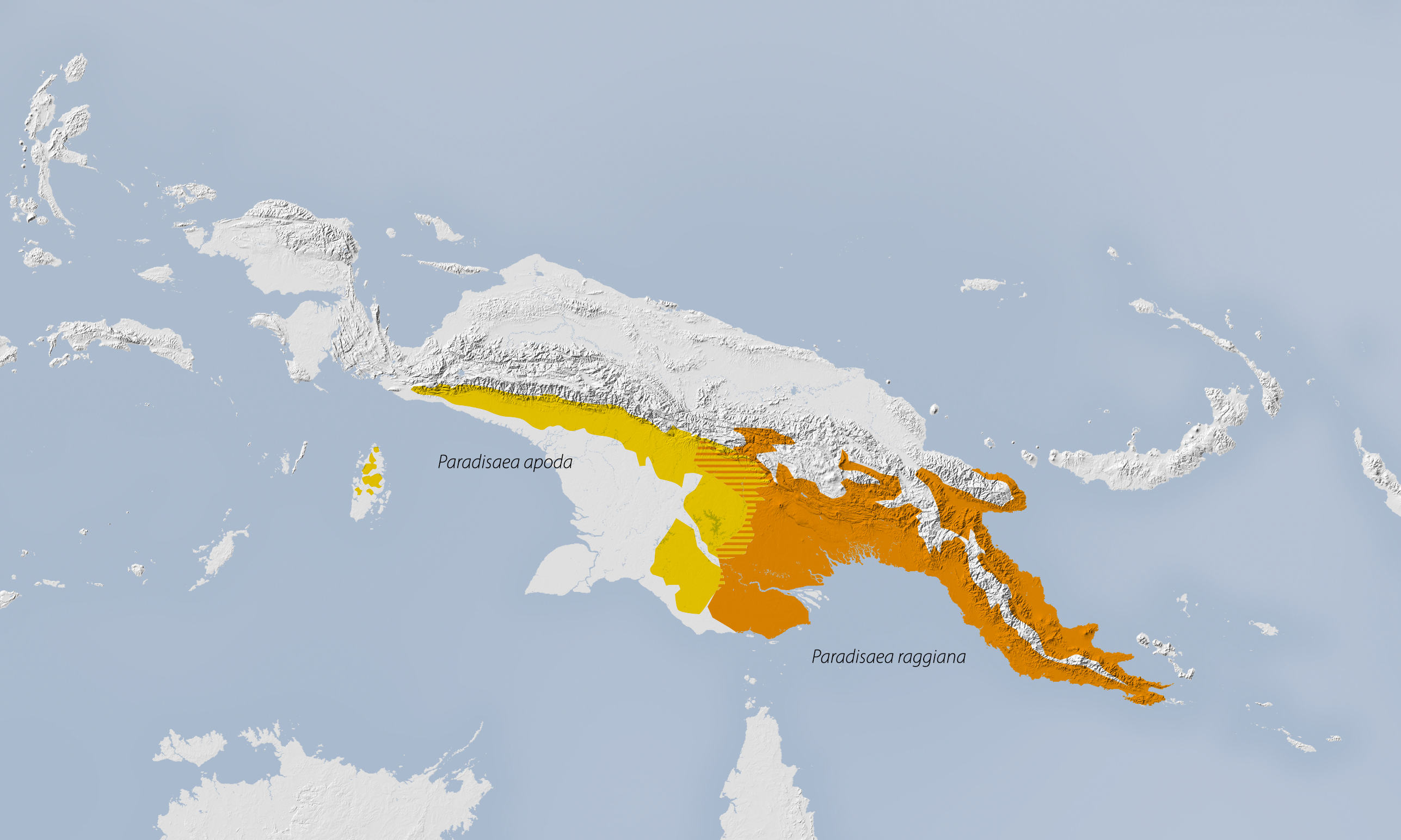
Vorkommen des Großparadiesvogels (gelb) und des Raggi-Paradiesvogels (orange). In der Überlappungszone (schraffiert) kommen sowohl Hybriden als auch gemeinsame Balzplätze (Leks) vor.

Hybriden sind vor allem zwischen Raggi-Paradiesvogel und Großparadiesvogel häufig: Die Männchen dieser letzteren Art paaren sich mit Weibchen des Raggi-Paradiesvogels. An vielen Leks finden sich zahlreiche hybride Männchen, was jedoch nicht bedeutet, dass aus solchen Kreuzungen nur Männchen hervorgehen: Die meisten Hybriden, die entdeckt werden, sind Männchen, weil bei ihnen abweichende Gefiedermerkmale stärker als bei den unscheinbarer gefärbten Weibchen auffallen.
Entlang des oberen Lauf des Ramu gibt einen 35 Kilometer breiten Korridor, in dem sich das Verbreitungsgebiet von Raggi-Paradiesvogel und Kleinem Paradiesvogel überlappen. In diesem Gebiet sind eine Reihe von Hybriden zwischen den beiden Arten beobachtet worden. Möglicherweise überlappt sich auch an der Westküste der Huon-Halbinsel das Verbreitungsgebiet der beiden Arten, so dass sie auch dort Hybriden finden. Auch bei dieser Art sind es die Männchen, die sich mit den Weibchen des Raggi-Paradiesvogels paaren. Raggi-Paradiesvögel kreuzen sich außerdem mit dem Kaiser-Paradiesvogel. Es gibt außerdem ein Typusexemplar, das ursprünglich als Paradisaea bloodi beschrieben wurde und das mittlerweile als Kreuzung zwischen dem Raggi-Paradiesvogel und dem Blauparadiesvogel gilt.
Es sind bislang noch keine Hybriden zwischen dem Groß- und dem Kleinen Paradiesvogel nachgewiesen worden. Es gilt aber als sehr wahrscheinlich, dass die beiden Arten sich kreuzen. Dagegen sind Hybriden zwischen dem Kaiser-Paradiesvogel und dem Kleinen Paradiesvogel im Gebiet des Finisterre-Gebirges auf der Huon-Halbinsel nachgewiesen worden.

### Hybriden außerhalb der Gattung
Kreuzungen von Eigentlichen Paradiesvögeln mit Paradiesvögeln, die nicht zu dieser Gattung gehören, kommen seltener vor. Gelegentlich werden sie zunächst als eigenständige Art beschrieben.
Das Typusexemplar, das ursprünglich als Janthothorax bensbachi beschrieben wurde, ist ein solches Beispiel für einen Hybrid, dem zunächst ein Artstatus zugebilligt wurde. Mittlerweile gilt dieses Exemplar jedoch als Kreuzung zwischen dem Prachtparadiesvogel und dem Kleinen Paradiesvogel. Es ist unter den in Museen vorhandenen Bälgen allerdings nur ein einziger Balg als ein solcher Hybrid bekannt. Dagegen kennt man fünf Bälge, die mit großer Wahrscheinlichkeit aus Kreuzungen zwischen dem Fadenhopf und dem Kleinen Paradiesvogel hervorgegangen sind. Sie wurden ursprünglich als Paradiese mirabilis oder Janthothorax mirabilis beschrieben. Ein weiteres Typusexemplar gilt als Kreuzung des Kleinen Paradiesvogels mit dem Sichelschwanz-Paradiesvogel.

## Eigentliche Paradiesvögel und Mensch

### Dedikationsnamen
- Das Artepitheton rudolphi des Blauparadiesvogels (Paradiesaea rudophi) ehrt den Kronprinzen Rudolf von Österreich-Ungarn. Zeitgleich wurde seine Ehefrau in ähnlicher Weise geehrt: Die deutsche Bezeichnung und das Artepitheton der Stephanie-Paradieselster, eine Art der ebenfalls zu den Paradiesvögeln zählenden Paradieselstern wurden zu Ehren von Stephanie von Belgien vergeben, zum Zeitpunkt der wissenschaftlichen Erstbeschreibung Kronprinzessin von Österreich-Ungarn.
- Das Artepitheton des Kaiser-Paradiesvogels (Paradiesaea gulielmi) erinnert an den deutschen Kaiser Wilhelm II. Gulielmili ist die mittelalterliche, lateinische Form von Wilhelm.[19]

### Gefangenschaftshaltung
Arten der Eigentlichen Paradiesvögel werden seit langem in Gefangenschaft gehalten. Der britische Naturforscher Thomas Pennant (1726–1798) erwähnte, dass bereits vor 1790 ein lebender Großparadiesvogel nach Großbritannien gesendet worden war. René Primevère Lesson (1794–1849) berichtet, dass er 1828 auf der indonesischen Insel Ambon zwei Großparadiesvögel gesehen habe, die ein chinesischer Kaufmann gehalten habe.
Alfred Wallace sandt in den 1860er Jahren ein Paar Kleiner Paradiesvögel nach Großbritannien, das Paar wurde ab April 1860 im Londoner Zoo gehalten. Ein ausgewachsenes Männchen des Blauparadiesvogels wurde 1907 dem britischen Politiker William Ingram geschickt und ein Zuchtpaar in den 1020er Jahren von der New York Zoological Society gehalten.
Die Zahl der Zuchterfolge mit Eigentlichen Paradiesvögel hat in den letzten Jahren zugenommen. Zu den erfolgreichen Züchtern zählen mittlerweile der San Diego Zoo, der Bronx Zoo in New York, der deutsche Weltvogelpark Walsrode und Al Wabra Wildlife Preservation in Katar. Erfolgreiche Nachzuchten des Blauparadiesvogels sind dagegen vor allem in Volieren auf Neuguinea gelungen. Für die Zucht der polygamen Arten, bei denen sich die Männchen an einem gemeinsamen Bolzplatz einfinden, ist eine Volierenreihe, so dass Weibchen nur für eine kurze Zeit zu einem Männchen gelassen und dann wieder abgetrennt werden kann. Würde das Männchen beim Weibchen bleiben, bestünde die Gefahr, dass es dieses nicht nur bei der Brut stört, sondern auch Nest und Eier zerstört oder die Nestlinge frisst.
Aus der Gefangenschaftshaltung werden regelmäßig neue Erkenntnisse über das Fortpflanzungsverhalten dieser Gattung gewonnen. Bei einer Nachzucht des Kleinen Paradiesvogels erfolgte die Paarung zwischen einem Weibchen und einem Männchen, das noch sein dem weiblichen Gefieder gleichenden Jugendkleid trug. Es wurden außerdem eine Reihe anderer Beobachtung zu Brutdauer und Aufzucht der Nestlinge gesammelt, die bislang bei in freier Wildbahn vorkommenden Vögeln noch nicht beobachtet werden konnte.
Raggi-Paradiesvögel werden gleichfalls seit langem gehalten und erfolgreich nachgezüchtet. Solche Haltungserfolge sind unter anderem in Papua-Neuguinea, Indien, dem Taronga Zoo in Sydney, in Volieren in Hong Kong sowie im San Diego Zoo gelungen. Im Baiyer River Sanctuary gelang die Nachzucht 1979, 1980, 1091 und 1983 mit dem gleichen Zuchtpaar. Der Rote Paradiesvogel findet sich dagegen häufiger in Asien in Gefangenschaftshaltung. So pflegt ihn beispielsweise ein Zoologischer Garten in Singapur. Zuchterfolge mit dieser Art gelangen jedoch bis zum Ende des 20. Jahrhunderts vorwiegend Zoologischen Gärten in den USA. Kaiser-Paradiesvögel wurden unter anderem erfolgreich in Sydney sowie im Baiyer River Sanctuary, Papua-Neuguinea, nachgezüchtet.

### Bälge und Federn als Prestigeobjekt indigener Ethnien Neuguineas

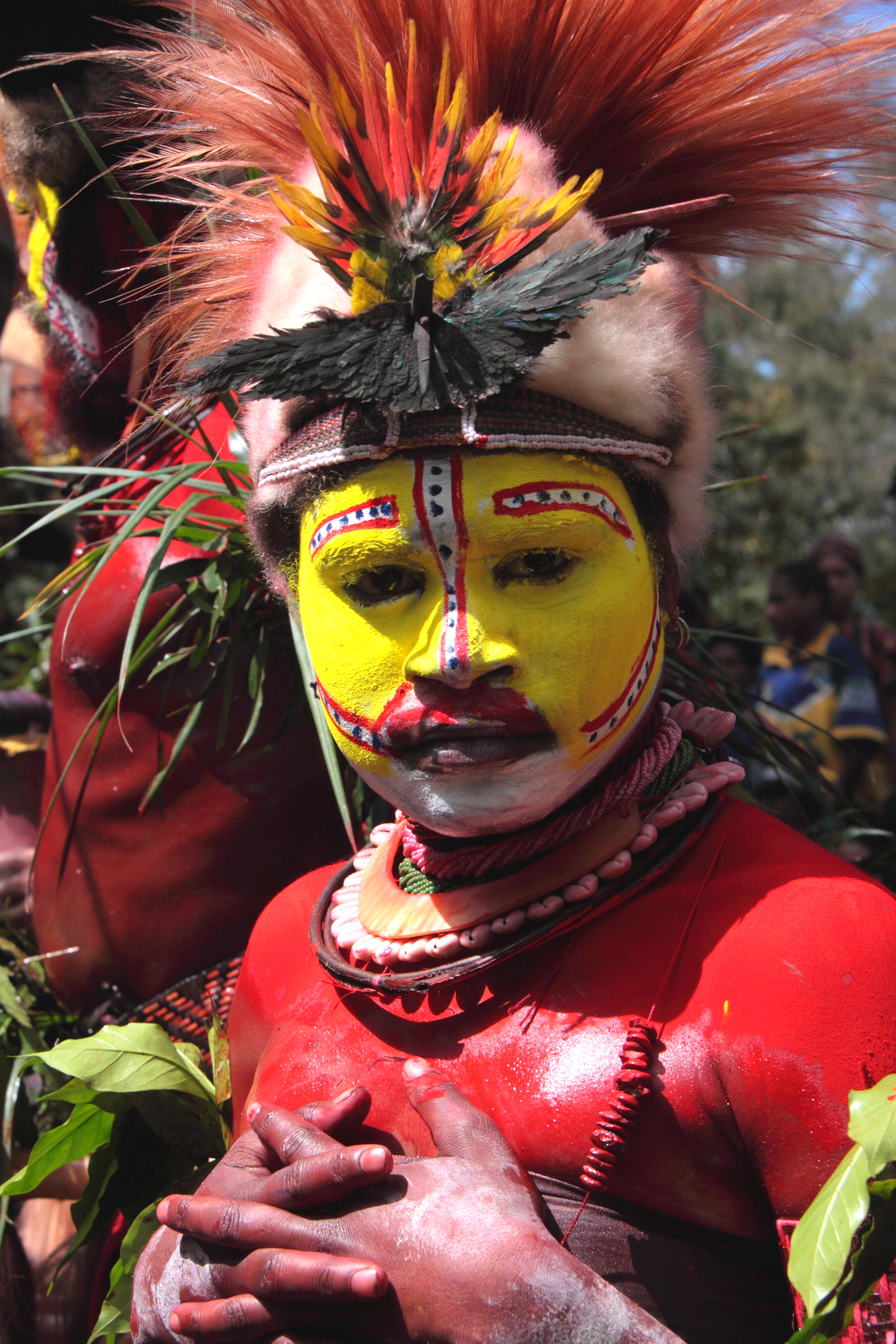
Huli-Krieger mit Kopfschmuck aus dem blau schimmernden Brustgefieder des Prachtparadiesvogels sowie den roten Flankenfedern des Raggi-Paradiesvogels.

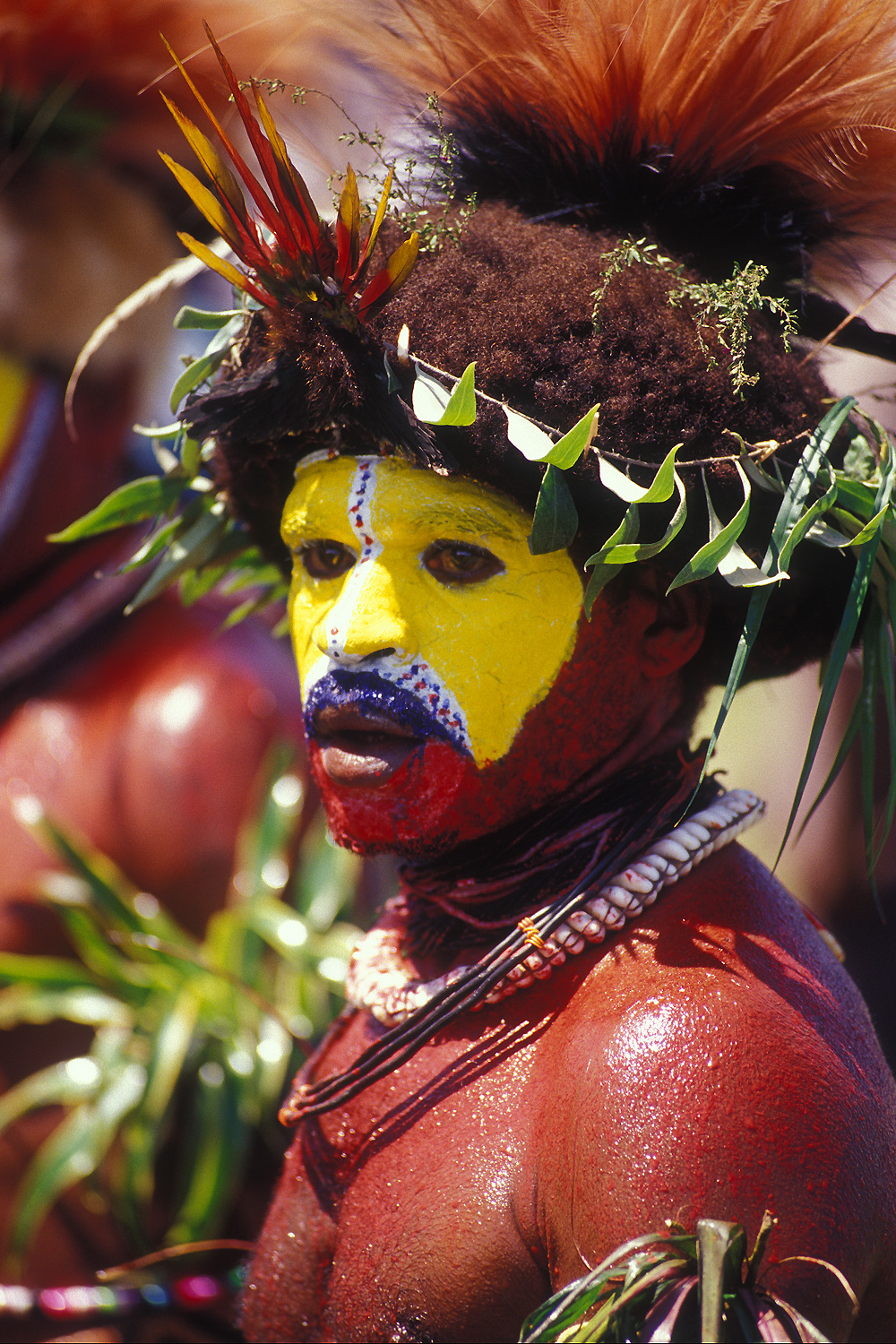
Bei dem Kopfschmuck des Huli-Kriegers wurde auch menschliches Haar verarbeitet.
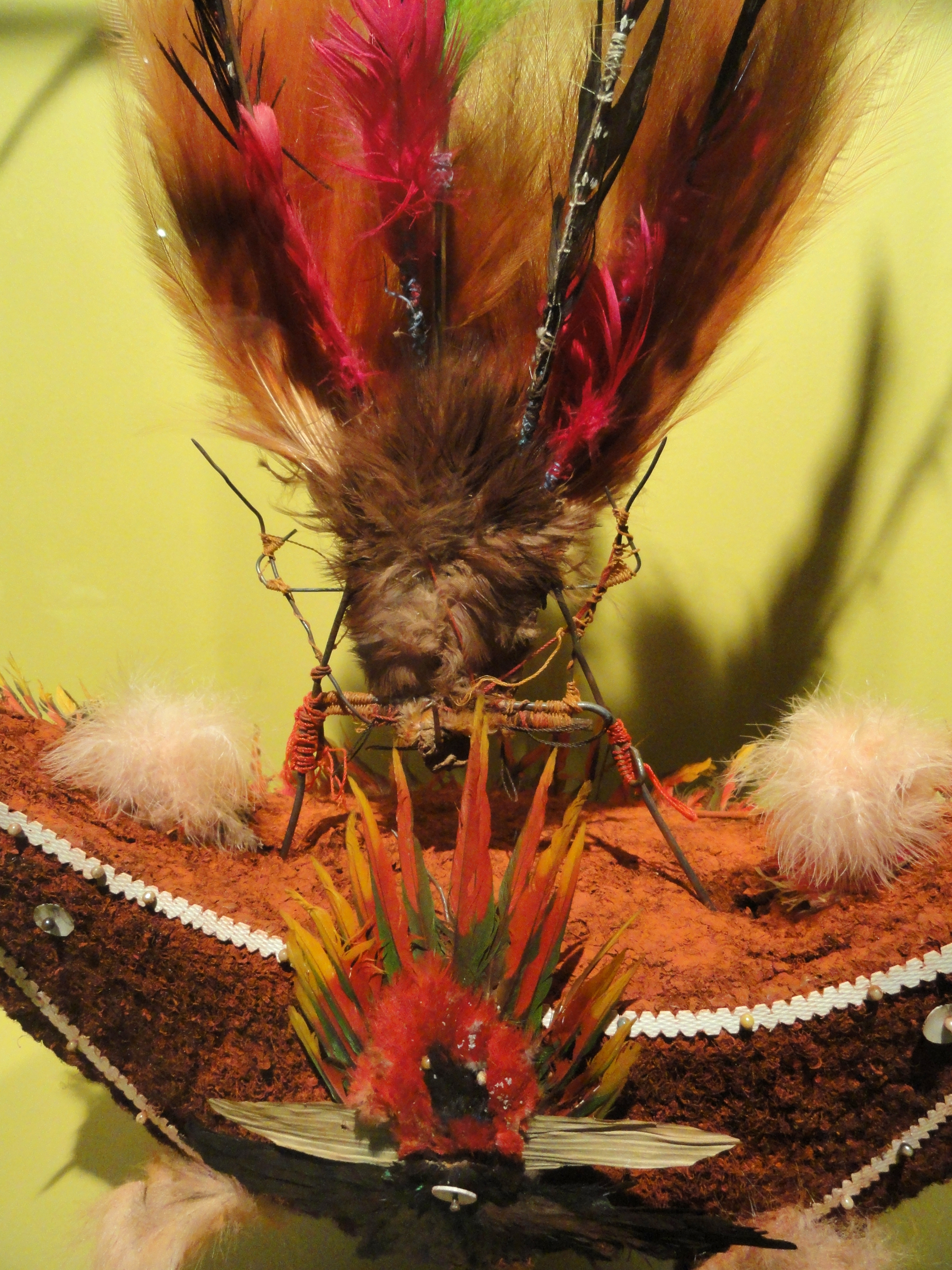
Huli-Kopfschmuck mit Federn von Pracht- und Raggi-Paradiesvogeln sowie Schwanzfedern von Paradieselstern
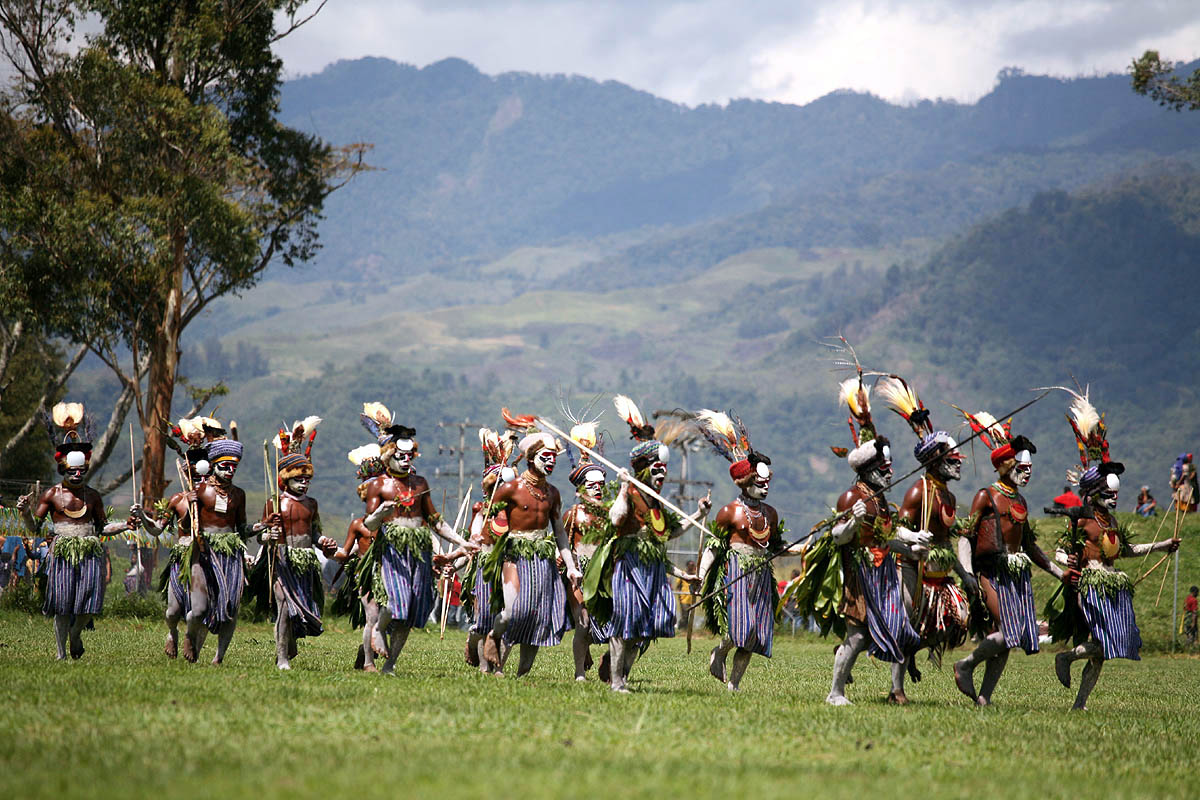
Tänzer aus dem Tambul-Distrikt beim Mount-Hagen-Festival mit traditionellem Kopfschmuck
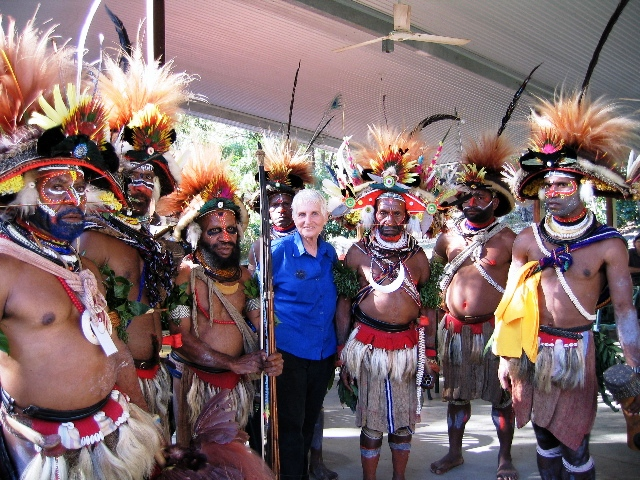
Huli-Krieger mit traditionellem Kopfschmuck.

Die Federn einer Reihe von Paradiesvögeln werden von den indigenen Ethnien Neuguineas zu traditionellem Kopf- und Körperschmuck verarbeitet. Dieser Schmuck wird mit wenigen Ausnahmen ausschließlich von den Männern getragen. Bei der Verarbeitung zu solchem Schmuck werden auch die Federn und Bälge der Männchen der Eigentlichen Paradiesvögel mit ihren seidenartig verlängerten, weißen bis rötlichen Flankenfedern verwendet. Bei ihrer vergleichsweise großen Rolle, die die Eigentlichen Paradiesvögel dabei haben, spielt auch eine Rolle, dass sie überwiegend in Tiefland- und Mittelgebirgswäldern vorkommen, die vergleichsweise dichter besiedelt sind als die Hochgebirgswälder, in denen die meisten der anderen Paradiesvögel leben.
Die Jagd konzentriert sich ausschließlich auf die Männchen, weil den Weibchen diese Schmuckfedern fehlen. Bevor auf Neuguinea Gewehre verbreitet waren, erfolgte die Jagd ausschließlich mit Pfeil und Bogen, Leimruten und Fallen. Jäger nutzten häufig die traditionellen Leks – die Balzplätze, an denen sich mehrere Männchen versammelten – um die Männchen mit ihrem Schmuckgefieder zu jagen. Bei der Jagd wurden bevorzugt stumpfe Pfeile genutzt, um das Gefieder nicht zu verletzen. Die traditionelle Jagd muss sich nicht zwangsläufig bestandsmindernd auswirken: Trotz der seit Generationen bestehenden Jagd auf den Kleinen Paradiesvogel ist die Population stabil und in einigen Regionen ist die Art sogar sehr häufig – so zählt der Kleine Paradiesvogel auf der Insel Yapen zu den häufigsten Vögeln sowohl in der Tiefebene, im Vorgebirge als auch in Bergwäldern. Anders ist es dagegen bei dem Großparadiesvogel: In den 1970er Jahren wurde festgestellt, dass der Bestand an Großparadiesvögeln in den Regionen, in denen Gewehre eingeführt worden waren, deutlich zurückging. Dort, wo dies noch nicht der Fall war, blieben die Bestandszahlen vergleichsweise hoch. Die Individuen dieser Art waren dort auch auffallend zahmer.

### Bälge und Federn in der westlichen Hutmode

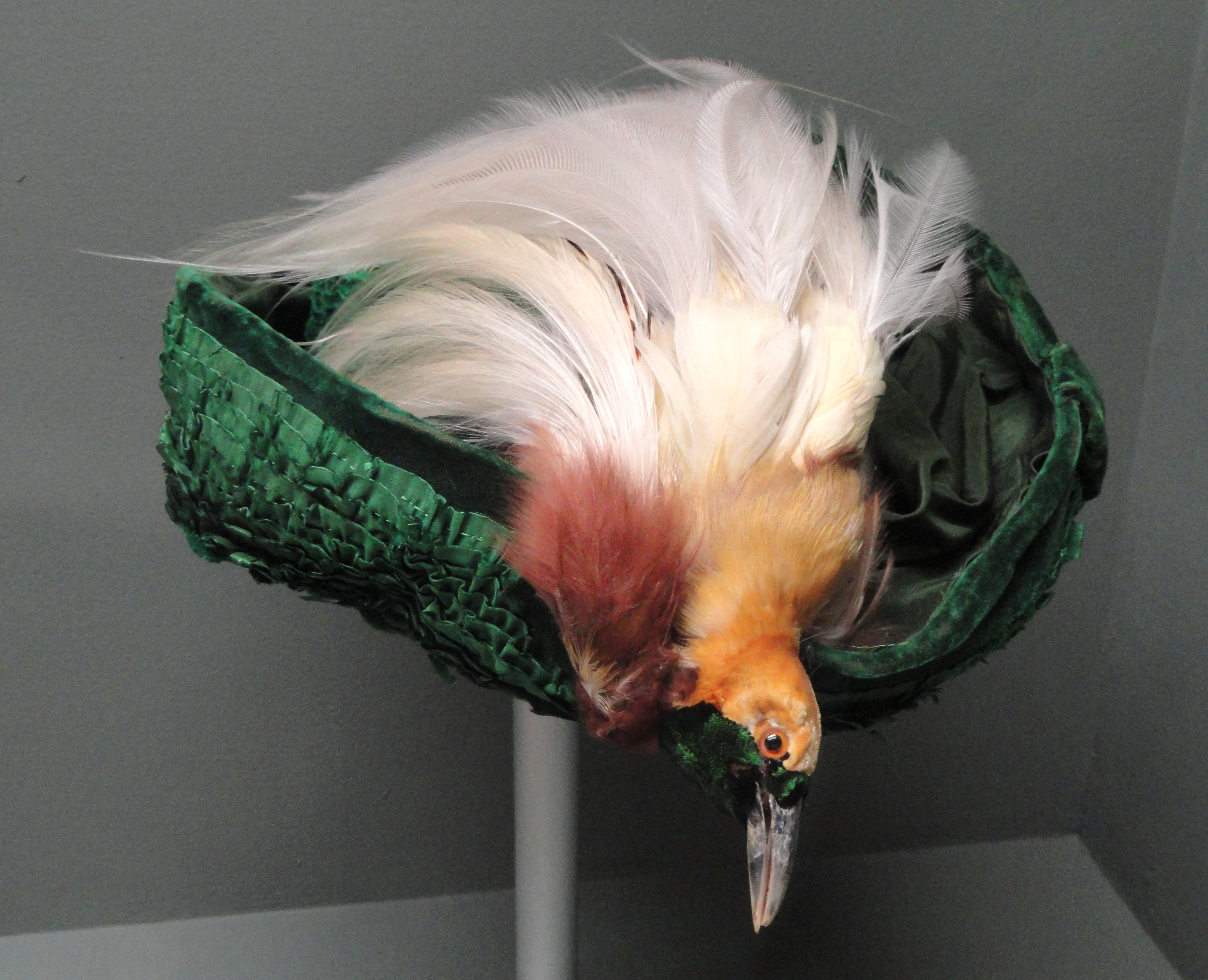
Damenkappe mit präpariertem Kleinem Paradiesvogel, Edwardische Epoche, Pacific Grove Museum of Natural History

In Europa und Nordamerika wurden Damenhüte zwischen dem letzten Viertel des 19. Jahrhunderts und etwa 1920 bevorzugt mit Vogelfedern, aber auch mit Vogelfell dekoriert. Verwendet wurden Flügel, Köpfe, aber auch vollständige Vogelbälge. Bälge von Paradiesvögeln und darunter besonders die der Eigentlichen Paradiesvögel mit ihren auffälligen, verlängerten Flankenfedern waren dabei besonders begehrt, wie zahlreiche Fotos belegen, die die Jäger mit den Bälgen der von ihnen geschossenen Vögel zeigen. In Kaiser-Wilhelms-Land, dem nordöstlichen Teil Neuguineas, der bis 1919 zum deutschen Kolonialreich zählte, mussten wegen der hohen Preise, die mit den Paradiesvogelbälgen erzielt werden konnten, hohe Lizenzgebühren für das Jagdrecht bezahlt werden. Der Großhandelspreis für einen solchen Balg betrug auf dem deutschen Markt vor dem Ersten Weltkrieg etwa 130 Mark. Das entsprach dem halben Monatsgehalt eines Polizisten. Es wird geschätzt, dass auf den entsprechenden Auktionen in London, New York und Paris zwischen 1905 und 1920 jährlich zwischen 30.000 und 80.000 Paradiesvogelbälge in den Handel kamen. Bereits 1912 hatten die USA ein Einfuhrverbot für Federn und Bälge wild lebender Vogelarten erlassen. Im deutschen Kaiserreich machte sich gegen den heftigen Widerstand der Modebranche der „Bund für Vogelschutz“ (Vorläufer des heutigen NABU) gegen den „Vogelmord für Modezwecke“ stark. 1913 befasste sich der Reichstag mit der Frage des Schutzes der Paradiesvögel und 1914 wurde in der Kolonie die Jagd auf sämtliche Paradiesvogelarten verboten.

### Verwendung von Federn in anderen Kulturen

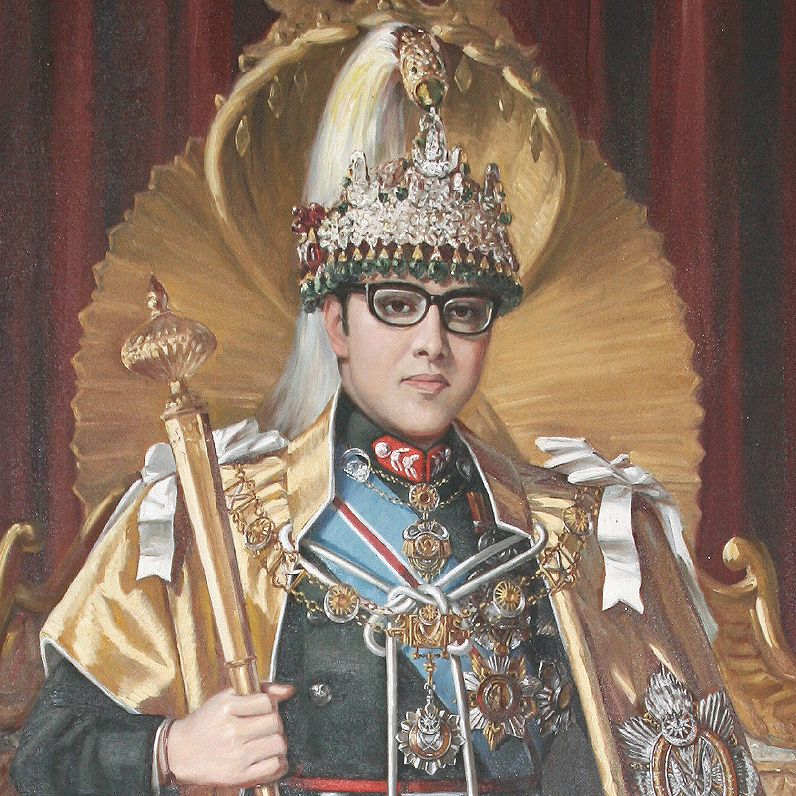
König Birendra, Nepal. Der Federschmuck der Krone stammt vom Großparadiesvogel

Die Flankenfedern des Großparadiesvogels schmückten über Jahrhunderten die Kopfbedeckung von hochgestellten Mitgliedern des nepalesischen Königshofes. Getragen wurden sie vom König, dem Premierminister und Generälen zu besonderen zeremoniellen Anlässen. Die Federn gelangten vor dem Exportverbot über traditionelle Handelswege von Neuguinea nach Nepal. Bei der nepalesischen Krone werden besonders lange Flankenfedern verwendet, die pferdeschweifähnlich einer juwelenbesetzten Fassung entspringen.
Bei der Krönung des nepalesischen Königs Mahendra im Jahre 1957 waren die im Besitz des nepalesischen Königshauses noch befindlichen Federn jedoch weitgehend beschädigt. uf Grund des mittlerweile erlassenen Exportverbotes auf dem Handelsweg keine Federn mehr legal erwerbbar. Auf Vorschlag des Ornithologen Ernest Thomas Gilliard wurde durch Vertreter der US-amerikanischen Botschaft dem nepalesischen Königshaus Federn übersand, die sich seit einer Zollbeschlagnahmung seit längerem im American Museum of Natural History befanden.

### Als moderne Symbole

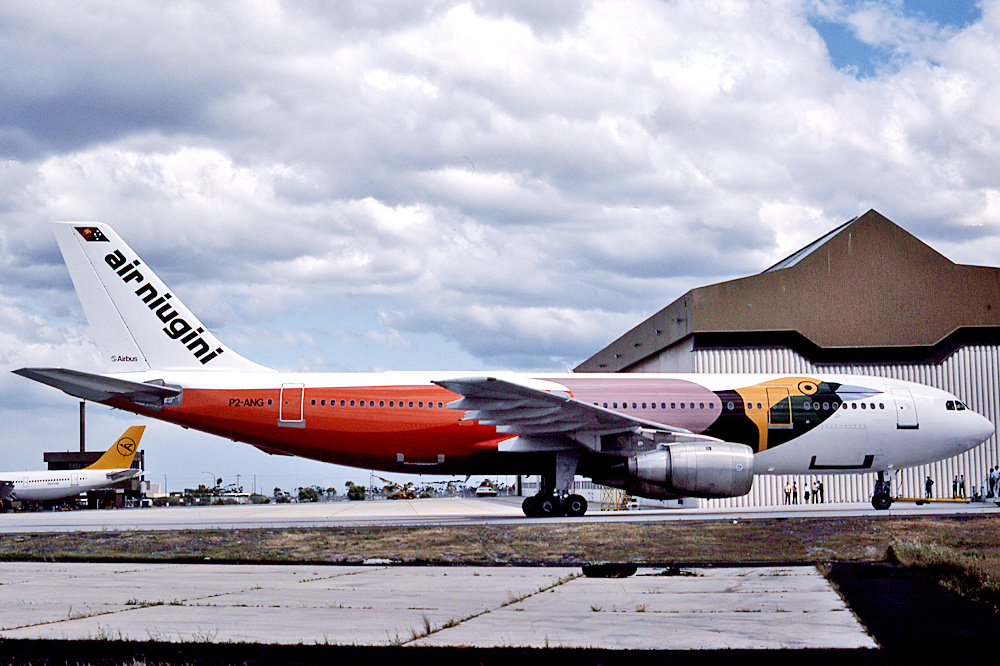
Airbus der Air Niugini mit einer Bemalung, die einen Raggi-Paradiesvogel zeigt

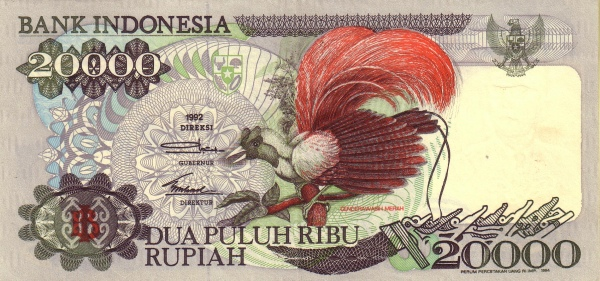
Indonesische Banknote mit männlichem Roten Paradiesvogel

Stilisierte Paradiesvögel sind heute das Symbol zahlreicher papua-neuguenesischer und indonesischer Organisationen und Unternehmen. Wegen ihres auffälligen Gefieders werden dabei besonders häufig stilisierte Darstellungen von Eigentlichen Paradiesvögeln verwendet.
- Die zwischen den Jahren 1976 und 2000 ausgegebene indonesische 20.000 Rupien-Banknote zeigt einen männlichen Roten Paradiesvogel.
- Die Flagge Papua-Neuguineas schmückt seit 1971 ein stilisierter Raggi-Paradiesvogel.
- Das Hoheitszeichen Papua-Neuguineas zeigt ebenfalls einen stilisierten Raggi-Paradiesvogel
- Das Unternehmenssymbol der Air Niugini ist gleichfalls ein stilisierter Eigentlicher Paradiesvogel. Die Bemalung einzelner Flugzeuge zeigt.
- Mehrere Export-Produkte Papua-Neuguineas zeigen Eigentliche Paradiesvögel auf ihrer Verpackung. Als besonders auffälliges Beispiel nennt Frith und Beehler Verpackungen von Kaffe, die den Blauparadiesvogel und den Ragge-Paradiesvogel zeigen, die beide im Anbaugebiet des Kaffees vorkommen.

## Einzelbelege
1. ↑   Handbook of the Birds of the World zum Lavendelparadiesvogel, aufgerufen am 20. August 2017
2. 1 2   Handbook of the Birds of the World zum Blauparadiesvogel, aufgerufen am 20. August 2017
3. ↑   Handbook of the Birds of the World zum Roten Paradiesvogel, abgerufen am 20. August 2017.
4. 1 2 3 4 5   Frith & Beehler: The Birds of Paradise - Paradisaeidae. S. 438.
5. 1 2  Frith & Beehler: The Birds of Paradise - Paradisaeidae. S. 488.
6. 1 2  Frith & Beehler: The Birds of Paradise - Paradisaeidae. S. 448.
7. ↑  Frith & Beehler: The Birds of Paradise - Paradisaeidae. S. 449.
8. ↑  Frith & Beehler: The Birds of Paradise - Paradisaeidae. S. 439.
9. ↑   Grummt & Strehlow (Hrsg.): Zootierhaltung Vögel. S. 750.
10. 1 2  Frith & Beehler: The Birds of Paradise - Paradisaeidae. S. 463.
11. ↑  Frith & Beehler: The Birds of Paradise - Paradisaeidae. S. 444.
12. 1 2 3  Frith & Beehler: The Birds of Paradise - Paradisaeidae. S. 469.
13. ↑   Frith & Beehler: The Birds of Paradise - Paradisaeidae. S. 468.
14. 1 2  McCarthy: Handbook of Avian Hybrids of the World. S. 228.
15. ↑  Frith & Beehler: The Birds of Paradise - Paradisaeidae. S. 471.
16. ↑  McCarthy: Handbook of Avian Hybrids of the World. S. 230.
17. 1 2 3  McCarthy: Handbook of Avian Hybrids of the World. S. 231.
18. ↑  McCarthy: Handbook of Avian Hybrids of the World. S. 229.
19. ↑  Frith & Beehler: The Birds of Paradise - Paradisaeidae. S. 483.
20. 1 2  Frith & Beehler: The Birds of Paradise - Paradisaeidae. S. 456.
21. 1 2  Frith & Beehler: The Birds of Paradise - Paradisaeidae. S. 498.
22. 1 2  Grummt & Strehlow (Hrsg.): Zootierhaltung Vögel. S. 753.
23. ↑  Frith & Beehler: The Birds of Paradise - Paradisaeidae. S. 482.
24. ↑  Apel et al.: Natur- und Kulturgeschichte der Paradiesvögel. S. 57.
25. ↑  Apel et al.: Natur- und Kulturgeschichte der Paradiesvögel. S. 58.
26. ↑  Frith & Beehler: The Birds of Paradise - Paradisaeidae. S. 447.
27. 1 2  Apel et al.: Natur- und Kulturgeschichte der Paradiesvögel. S. 75.
28. ↑  The Bird hat - Murderous millinery (Memento des Originals vom 23. August 2017 im Internet Archive)  Info: Der Archivlink wurde automatisch eingesetzt und noch nicht geprüft. Bitte prüfe Original- und Archivlink gemäß Anleitung und entferne dann diesen Hinweis., abgerufen am 22. August 2017.
29. ↑  Apel, Michael: Natur- und Kulturgeschichte der Paradiesvögel. Hrsg.: Museum Mensch und Natur. München 2011, S. 83.
30. ↑  Verhandlungen des Deutschen Reichstags. Abgerufen am 22. Januar 2020.
31. ↑  Apel et al.: Natur- und Kulturgeschichte der Paradiesvögel. S. 90.
32. ↑  Frith & Beehler: The Birds of Paradise - Paradisaeidae. S. 146.
33. ↑  Frith & Beehler: The Birds of Paradise - Paradisaeidae. S. 147.